# Escudo de Kosovo
El escudo de Kosovo fue adoptado por los organismos transitorios de gobierno de dicho territorio junto con la declaración de independencia unilateral, proclamada el 17 de febrero de 2008.
El escudo es una versión modificada de la bandera de Kosovo adoptada en esa misma fecha, y está compuesto por un escudo de fondo azul y borde dorado, sobre el cual se ubica un mapa de Kosovo en color amarillo y seis estrellas blancas de cinco puntas cada una sobre este, que representan respectivamente a uno de los pueblos que habitan el territorio de Kosovo: albanés, bosniaco, goraní, romaní, serbio y turco.

## Escudo del Gobierno Transitorio

El logo aprobado de las Instituciones Provisionales de Autogobierno.

La Administración de las Naciones Unidas para Kosovo (UNMIK) aprobó el diseño de un logotipo para las Instituciones Provisionales de Autogobierno (IPAG) de dicho territorio, el cual no era en sí un escudo de armas pero tenía el mismo uso que este. 
El sello era azul sobre el cual se encontraba un mapa del territorio rodeado por dos hojas de laureles blancos (como símbolo de paz) y sobre el cual había tres estrellas amarillas y un conjunto de espirales, que son un símbolo tradicional de la antigua Dardania y que representan al sol rotante.
La UNMIK publicó dos regulaciones relacionadas con el uso de logos en sellos oficiales y el uso de logos por las Instituciones Provisionales de Autogobierno.